# Ann-Christin Bettenhausen
Pour les articles homonymes, voir Bettenhausen.
Ann-Christin Bettenhausen, née le 13 mars 1988 à Rotenburg an der Fulda, est une trialiste VTT allemande.

## Palmarès

### Championnat du monde de VTT trial
- 2003 Lugano
  -  Médaillée d'argent du vélo trial 20 pouces
- 2004 Les Gets
  -  Médaillée d'argent du vélo trial 20 pouces
  -  Médaillée d'argent du championnat du monde trial par équipes
- 2005 Livigno
  -  Médaillée d'argent du vélo trial 20 pouces
  -  Médaillée de bronze du championnat du monde trial par équipes
- 2006
  -  Médaillée d'argent du championnat du monde trial par équipes

### Coupe du monde
- 2005
  - 3e de la coupe du monde de vélo trial
- 2012
  - 3e de la coupe du monde de vélo trial